# 鹽埕埔壽山宮
鹽埕埔壽山宮是位於台灣高雄市鹽埕區的王爺廟，主祀池府千歲，為鹽埕埔的重要廟宇。該廟宇祭典日期是每年農曆之六月十八。
此廟與鹽埕三山國王廟、前金萬興宮間有輪祀太陽公之習俗。

## 沿革
壽山宮建於1955年，所供奉的池府千歲為鹽埕埔居民信奉的重要神祇。1760年，中國大陸的漢人移民至台灣開墾土地，自中國大陸將神像迎請到臺灣。過去因信眾無力建廟，所以將神像寄祀於鹽埕庄的鹽埕三山國王廟，於每年農曆七月普渡時迎回鹽埕埔祭祀，後來又改為安奉在富商胡知頭家中。二次大戰後，在當地仕紳林階得、蔡瑞慶、蔡胡等人出資之下建成此廟，完工後遂將池府千歲迎入廟中供奉。

### 輪祀太陽公
此廟與高雄市鹽埕三山國王廟、前金萬興宮間有輪祀太陽公之習俗。相傳舊時中國移民渡海而來、定居愛河兩岸，西岸居民以曬鹽賣鹽維生，該地遂稱鹽埕；東岸居民則以曬沙賣沙維生，該地遂稱「沙仔地」（位於今前金區內）。一日海邊飄來一棵巨大神木，兩岸居民討論後決定將神木雕為太陽公神像，由兩岸之信仰中心萬興宮及三山國王廟輪流奉祀，後來三山國王廟之池府千歲分出另建壽山宮，遂改為三廟輪奉，最初各奉祀四個月，後來改為以三廟尊神（清水祖師、李府千歲、池府千歲）之神誕劃分輪祀日期。此信仰亦被認為是明鄭遺民紀念崇禎皇帝之行為，初期取「慈祥愛民」之意尊稱為「太爺公」，後口誤成為太陽公。